# Maso navajo
Maso navajo là một loài nhện trong họ Linyphiidae.
Loài này thuộc chi Maso. Maso navajo được Ralph Vary Chamberlin miêu tả năm 1949.